# Centre de recherche et de conception de la construction navale
Le Centre de recherche et de conception de la construction navale (ukrainien : Миколаївський суднобудівний завод) est un chantier naval appartenant à l'État, Ukroboronprom et est situé à Mykolaïv, en Ukraine.

## Historique
Créé en 1975 comme bureau local du Bureau de conception du Nord (АО «Северное проектно-конструкторское бюро») de Léningrad ; puis en 1990 en Ioujnoe PDB, Bureau de conception du sud.
Il est spécialisé dans la construction de navires frigorifiques destinés au transport des produits de la mer.

## Constructions
Il est à la base de la construction de nombreux navires militaires comme :
- Classe Gyurza-M ;
- Classe Stenka ;
- classe Triton (тритон)[1] ;
- navire amphibie classe Centaure projet 58181 (Кентавр) ;
- corvettes classe Volodymyr Velyky (Корвет проєкту 58250)[2] ;
- Corvettes de classe Mousson[3] ;
- frégattes de classe Tornade[4].

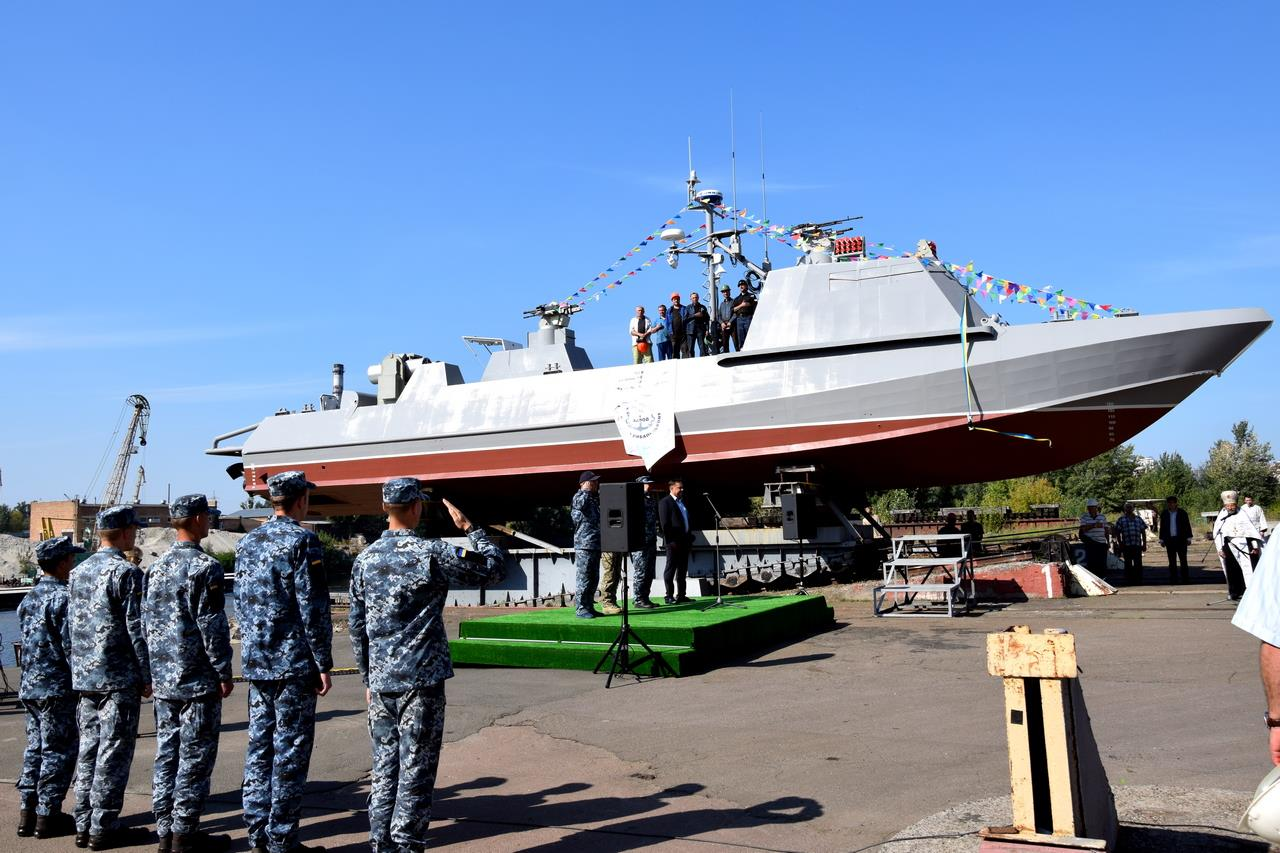
Classe Centaure en 2018.
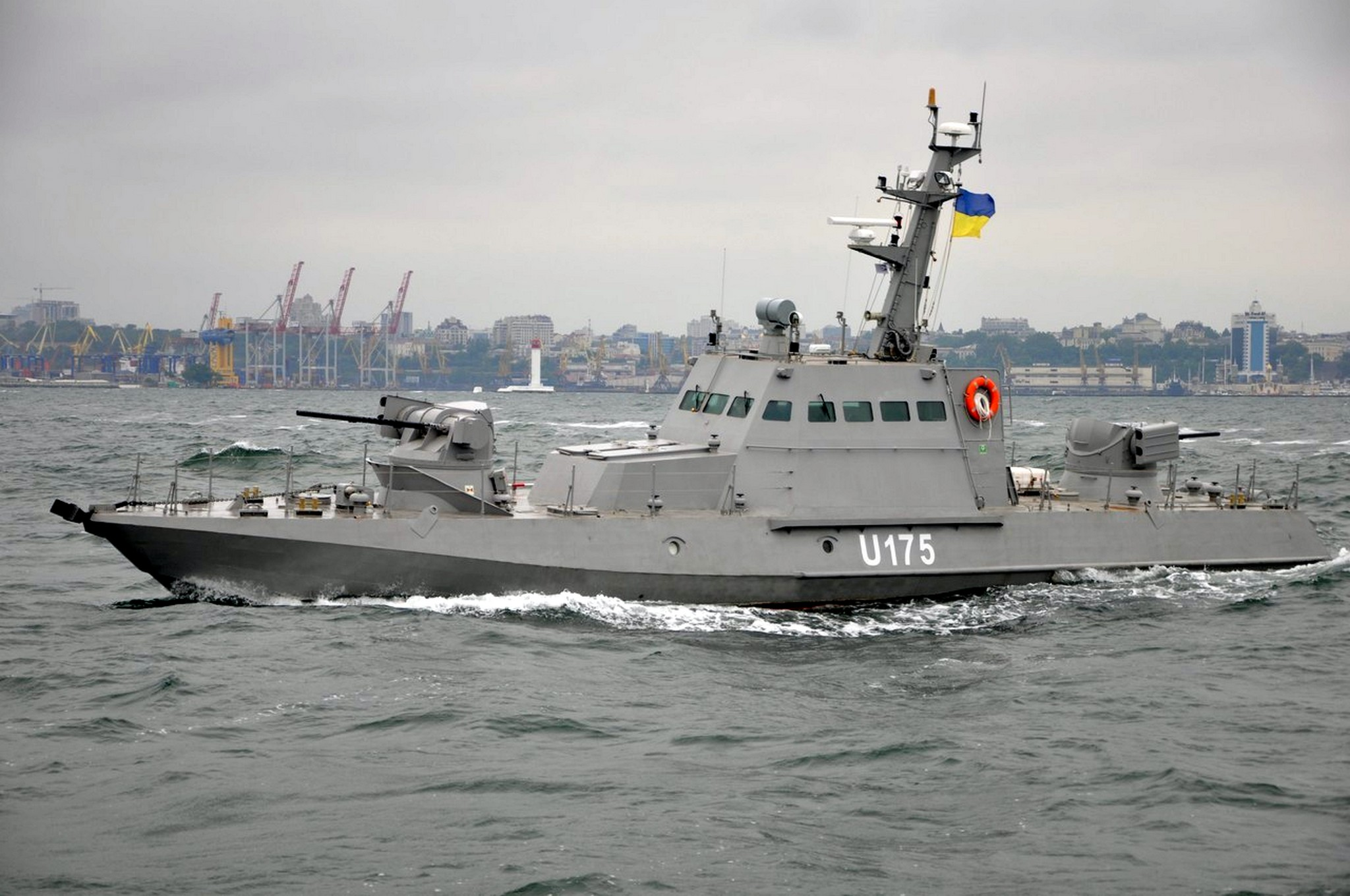
Le Berdiansk U175 de classe Gyurza.